# 岡本恵典
岡本 恵典（おかもと けいすけ、1991年2月22日 - ）は、日本の実業家、人事コンサルタント、著作家、就活評論家、就活セミナー講師。株式会社Synergy Careerの代表取締役社長であり、WEBメディア「就活の教科書」の運営者である。国家資格キャリア・コンサルタント所有。

## 人物
大学院時代自身の理系としてのキャリアに悩み、大学同期が研究職として就職するなか、ITベンチャー企業である株式会社イノベーションに総合職として新卒入社。
2018年6月頃に「就活の教科書」を立ち上げ、多い月は約220万回のアクセスがある。

## 経歴
- 2015年 - 大阪府立大学大学院理学系研究科分子科学専攻有機合成化学研究室を卒業[6]。
- 2018年6月 - 「就活の教科書」を立ち上げる[4]。
- 2020年6月 - 株式会社Synergy Careerを設立[7]。